# Look (företag)
Look var ett franskt företag som länge tillverkade bidningar till skidor, både under eget namn och som legotillverkare åt Rossignol och Dynastar. Uppfinningar inom produktuvecklingen lede senare till framgångsrik tillverkning av pedaler till cyklar, vilket är den verksamhet som lever kvar idag. Tillverkningen av bidningar såldes till Rossignol i början av 1990-talet.